# Klubina
Klubina je obec v okrese Čadca na Slovensku v regionu Kysuce. Žije v ní 555 obyvatel.

## Historie
První písemná zmínka o vesnici pochází z roku 1662.

## Přírodní poměry
Obec leží v nadmořské výšce 455 metrů a její katastrální území má výměru 15,573 km². Nachází se v něm přírodní rezervace Klubinský potok.